# 2,4-二乙酰基间苯三酚
2,4-二乙酰基间苯三酚（2,4-Diacetylphloroglucinol，2,4-DAPG）也称2,4-二乙酰基藤黄酚，是一种酚，为荧光假单胞菌一些种的次级代谢产物。研究发现，这些种代谢生成的这种化合物对植物致病菌具有抗生作用，具有生物防治功能。在假单胞菌protegens的代谢产物中也发现了这种物质，对植物致病菌具有同样的抗菌活性。
赤背蝾螈（redback salamanders）皮肤上的溶杆菌gummosus也能代谢生成2,4-二乙酰基间苯三酚。